# Cristóbal Ferrado García
Cristóbal Ferrado García (* um 1620 in Socueto bei Amieva, Spanien; † 29. April 1673 in Sevilla) war ein spanischer Kartäusermönch und Maler. 
Nach 20 Jahren Aufenthalt im Kloster bekam er den Auftrag, die Kirche des Klosters Santa María de las Cuevas in Sevilla auszuschmücken.